# مون‌پلیه (آیووا)
مون‌پلیه (به انگلیسی: Montpelier) یک منطقهٔ مسکونی در ایالات متحده آمریکا است که در آیووا واقع شده‌است. مونتپولیه ۱۷۳٫۱۳ متر بالاتر از سطح دریا واقع شده‌است.